# Javier Cárdenas (fotbalista)
Javier Cárdenas (8. prosince 1952 Ciudad de México – 25. června 2022) byl mexický fotbalista, záložník. Zemřel 25. června 2022 ve věku 69 let na covid-19.

## Fotbalová kariéra
V mexické lize hrál za Deportivo Toluca FC, CD Guadalajara a Atlético Irapuato. V roce 1975 získal Deportivem Toluca mistrovský titul. Za reprezentaci Mexika nastoupil v letech 1975–1979 ve 12 utkáních a dal 2 góly. Byl členem mexické reprezentace na Mistrovství světa ve fotbale 1978, nastoupil v utkání s Polskem.

## Ligová bilance
| Ročník                  | Zápasy | Góly | Klub                |
| ----------------------- | ------ | ---- | ------------------- |
| 1. mexická liga 1972/73 | -      | -    | Deportivo Toluca FC |
| 1. mexická liga 1973/74 | -      | -    | Deportivo Toluca FC |
| 1. mexická liga 1974/75 | -      | -    | Deportivo Toluca FC |
| 1. mexická liga 1975/76 | 30     | 7    | Deportivo Toluca FC |
| 1. mexická liga 1976/77 | 28     | 4    | Deportivo Toluca FC |
| 1. mexická liga 1977/78 | 24     | 11   | Deportivo Toluca FC |
| 1. mexická liga 1978/79 | 25     | 0    | CD Guadalajara      |
| 1. mexická liga 1979/80 | 31     | 6    | CD Guadalajara      |
| 1. mexická liga 1980/81 | 23     | 5    | CD Guadalajara      |
| 1. mexická liga 1981/82 | 36     | 0    | CD Guadalajara      |
| 1. mexická liga 1982/83 | 35     | 3    | CD Guadalajara      |
| 1. mexická liga 1983/84 | 31     | 0    | CD Guadalajara      |
| 1. mexická liga 1984/85 | 34     | 1    | CD Guadalajara      |
| 1. mexická liga 1985/86 | -      | -    | Atlético Irapuato   |
| CELKEM                  | -      | -    |                     |